# Dominique Meyer (gestionnaire culturel)
Pour les articles homonymes, voir Meyer et Dominique Meyer.
Dominique Meyer est un économiste, gestionnaire culturel et directeur d'opéra français né le 8 août 1955 à Thann.

## Biographie
Après avoir travaillé dans plusieurs cabinets ministériels et administré l'Opéra de Paris au moment de l'ouverture de l'Opéra Bastille en 1989, Dominique Meyer fait ses débuts de directeur d'opéra à l'Opéra de Lausanne de 1994 à 1999. Il est membre du conseil d'administration de l'Orchestre de chambre de Lausanne de 1995 à 1999, puis président du Ballet Preljocaj de 1991 à 2007. Il est ensuite directeur du Théâtre des Champs-Élysées de 1999 à 2010, tout en étant président de l'Orchestre français des jeunes. 
Il prend la direction de l'Opéra d'État de Vienne, avec Franz Welser-Möst comme directeur musical (jusqu'à la démission de ce dernier en 2014). En décembre 2016, le ministère autrichien de la Culture annonce que son contrat prenant fin en 2020 ne sera pas prolongé. 
Il est nommé le 28 juin 2019 directeur de La Scala de Milan où il a pris ses fonctions à la mi-mai 2020.
En juillet 2024, il est nommé directeur exécutif de l'Orchestre de chambre de Lausanne.

## Distinctions
- Officier de la Légion d'honneur Il est fait chevalier le 6 avril 2007[4], puis est promu officier le 13 juillet 2019[5].
- Commandeur d'or de l'ordre du Mérite autrichien.